# Уванокер (комуна)
Комуна Уванокер (швед. Ovanåkers kommun) — адміністративно-територіальна одиниця місцевого самоврядування, що розташована в лені Євлеборг.
Уванокер 46-а за величиною території комуна Швеції. Адміністративний центр комуни — місто Едсбин.

## Населення
Населення становить 11 386 чоловік (станом на вересень 2012 року). 
| Кількість населення комуни Уванокер за 1970-2010 роки | Кількість населення комуни Уванокер за 1970-2010 роки | Кількість населення комуни Уванокер за 1970-2010 роки | Кількість населення комуни Уванокер за 1970-2010 роки | Кількість населення комуни Уванокер за 1970-2010 роки |
| ----------------------------------------------------- | ----------------------------------------------------- | ----------------------------------------------------- | ----------------------------------------------------- | ----------------------------------------------------- |
| Рік                                                   |                                                       |                                                       | Населення                                             |                                                       |
| 1970                                                  | 1970                                                  |                                                       | 13 153                                                | 13 153                                                |
| 1975                                                  | 1975                                                  |                                                       | 13 446                                                | 13 446                                                |
| 1980                                                  | 1980                                                  |                                                       | 13 785                                                | 13 785                                                |
| 1985                                                  | 1985                                                  |                                                       | 13 613                                                | 13 613                                                |
| 1990                                                  | 1990                                                  |                                                       | 13 558                                                | 13 558                                                |
| 1995                                                  | 1995                                                  |                                                       | 13 256                                                | 13 256                                                |
| 2000                                                  | 2000                                                  |                                                       | 12 491                                                | 12 491                                                |
| 2005                                                  | 2005                                                  |                                                       | 11 873                                                | 11 873                                                |
| 2010                                                  | 2010                                                  |                                                       | 11 440                                                | 11 440                                                |
| Джерело: SCB                                          |                                                       |                                                       |                                                       |                                                       |

## Населені пункти
Комуні підпорядковано 6 міських поселень (tätort) та низка сільських, більші з яких:
- Вікшефорс (Viksjöfors)
- Рунему (Runemo)
- Едсбин (Edsbyn)
- Альфта (Alfta)
- Рутеберг (Roteberg)
- Уванокер (Ovanåker)

## Галерея

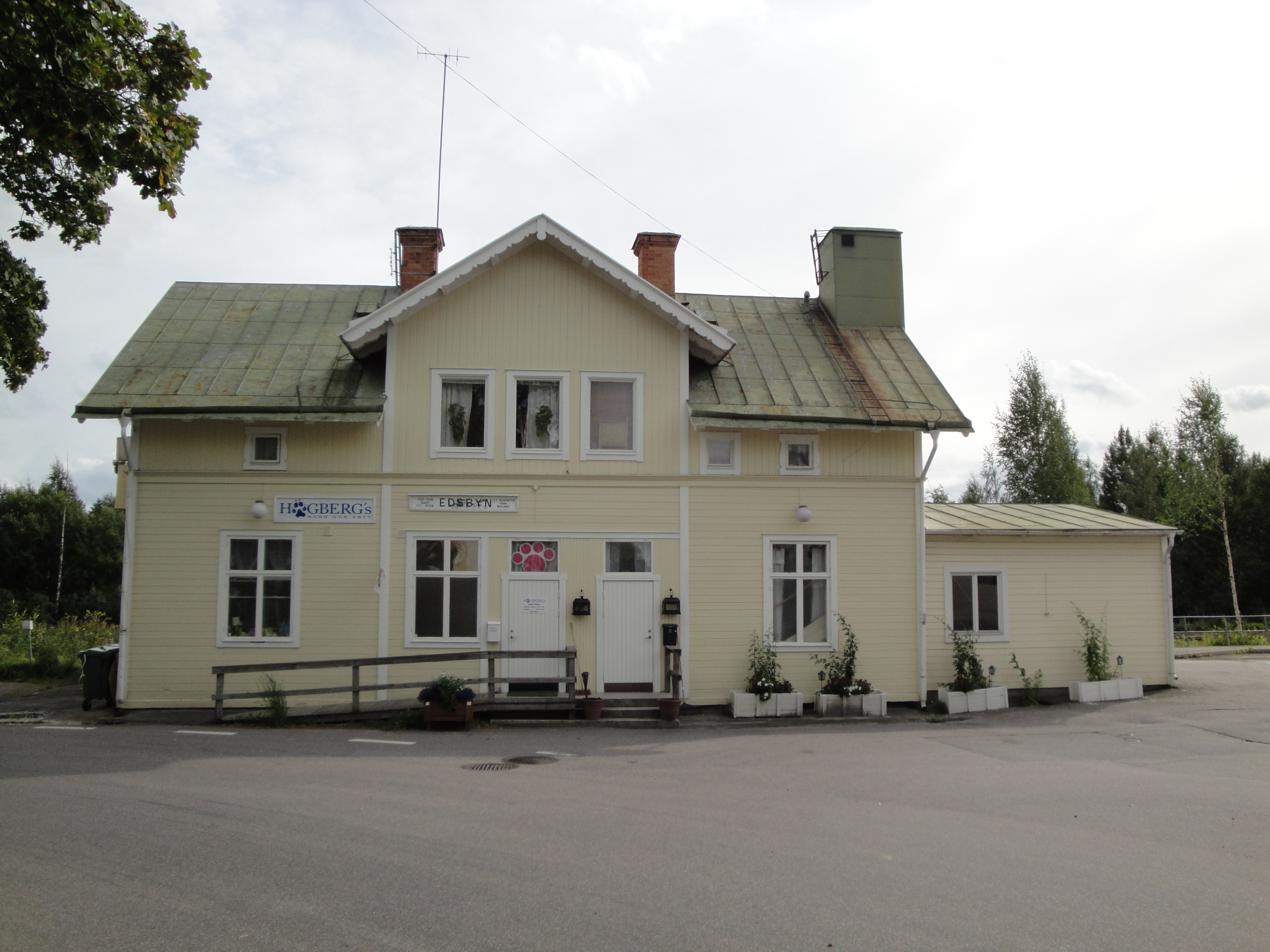
Залізнична станція (Едсбин)
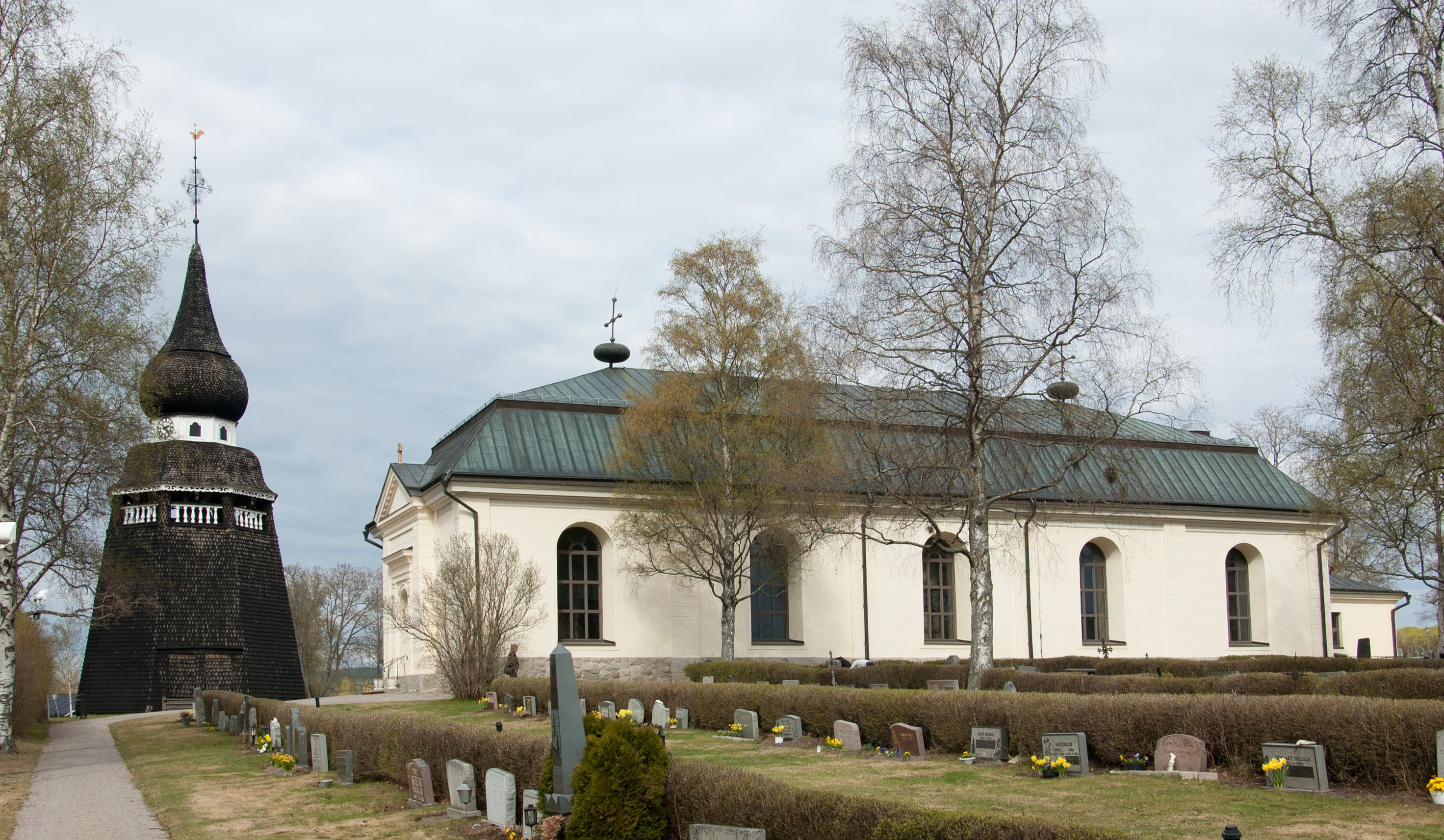
Церква (Уванокер)
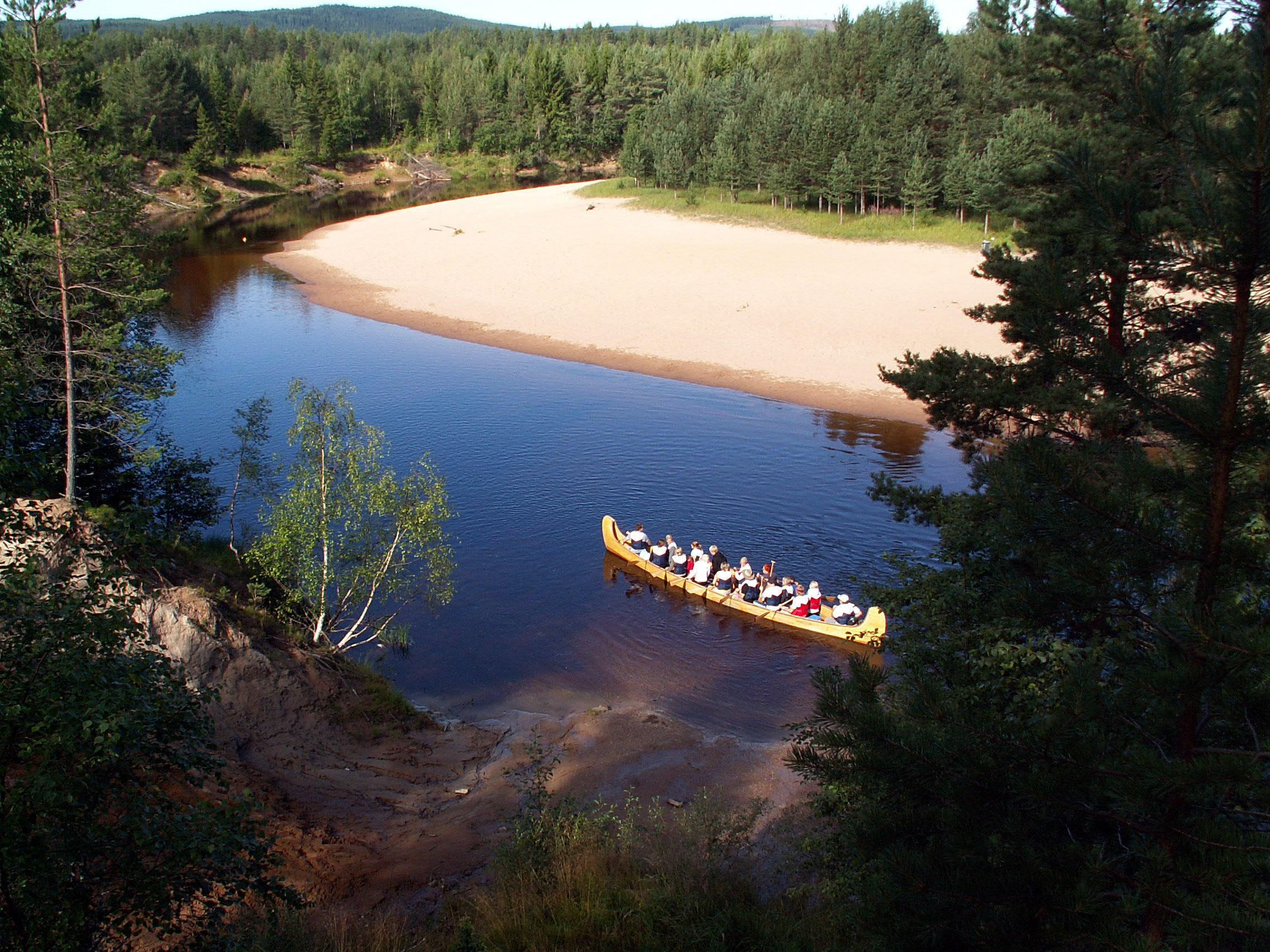
На річці Вокснан
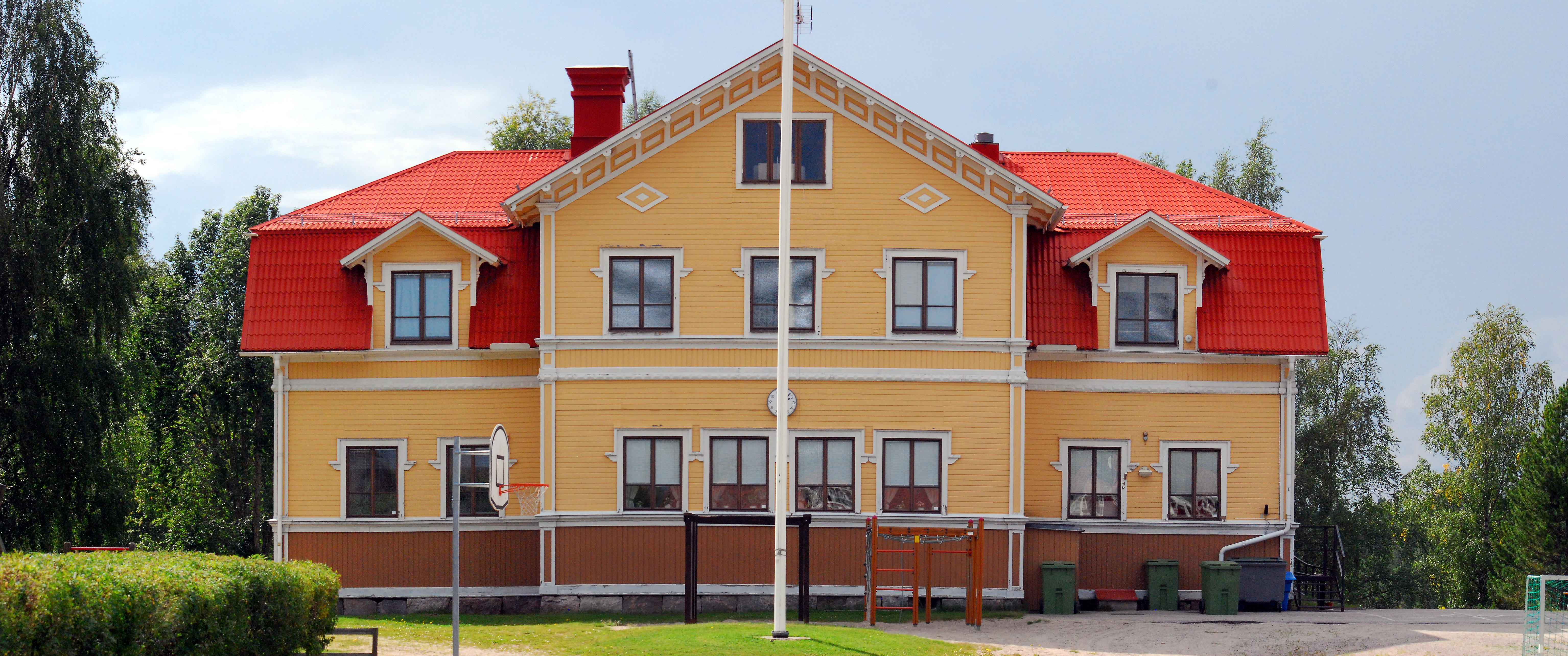
Школа в Вокснабруці

## Виноски
1. ↑  Folkmangd i riket, lan och kommuner (шв.) . Центральне бюро статистики Швеції. Архів оригіналу за 20 серпня 2013. Процитовано 2 лютого 2013.